# Тиме, Иван Августович
Ива́н А́вгустович Ти́ме (11 июля 1838, Златоуст — 5 ноября 1920, Петроград) — российский учёный-механик, горный инженер.

## Происхождение
Родился в семье врача Августа Ивановича Тиме (1794—1869), инспектора госпиталей Уральского горного округа, действительного статского советника (с 1863).
Карл Август Тиме окончил медицинский факультет Лейпцигского университета. В 1824 году он прибыл в Россию. Сдав экзамен в Медико-хирургической академии на звание лекаря, он в 1826 году поступил на военно-медицинскую службу — младшим лекарем 2-го кадетского корпуса. В 1827 году он принял русское подданство и женился на дочери начальника Златоустовских казённых заводов А. А. Агте, Александре Адольфовне (1803—1852) — выпускнице Екатерининского института в Петербурге. В апреле 1828 года у них родилась дочь Анна, а в начале следующего года они отправились на Урал — Тиме был назначен на заводы Расторгуевых Пермского горного управления. В декабре 1829 года он был переведён на Златоустовскую оружейную фабрику. В Златоусте они жили до 1839 года, когда Тиме был назначен инспектором Новгородской врачебной управы после того, как защитил в Казанском университете докторскую диссертацию. В Златоусте родились семеро детей: Владимир (1830—1833); Георгий (1831—1910); Елизавета (1832—?); Николай (1833—1834?); Герман (1835—1915); Александра (1836—?) и Иван. Дочь София родилась 2 января 1840 году, уже после переезда семьи в Новгород. В 1840 году Карл Августович Тиме был возведён в дворянское достоинство и с женой и детьми внесён в 3-ю часть дворянской родословной книги Оренбургской губернии.

## Биография
В 1858 году окончил петербургский институт Корпуса горных инженеров.
В 1859—1866 года работал на заводах Урала, а в 1866—1870 на заводах Донбасса (см. Луганский литейный завод).
В 1870—1915 (с перерывами) профессор Петербургского института корпуса горных инженеров.
В 1873—1917 член Горного учёного комитета и консультант Петербургского монетного двора.
Основоположник горнозаводской механики как науки, разработал теорию, правила расчёта и сооружения паровых молотов, железопрокатных машин, водяных турбин и других машин горнозаводской промышленности, дал основные рекомендации по их эксплуатации. Разработал классические курсы гидравлики, паровых машин и котлов. Разработал рекомендации по использованию водной энергии в горнозаводской промышленности.
Умер 5 ноября 1920 года в Петрограде, похоронен на Смоленском кладбище.

## Научные труды
Опубликовал более 600 научных трудов.
Некоторые работы: «Сопротивление металлов и дерева резанью» (1870), «Мемуар о строгании металлов» (1877) и «Образование стружек при пластичных материалах» (1884) сыграли важную роль в создании теории резания металлов и дерева. Большое значение для развития машиностроения имели труды «Практический курс паровых машин» (т. 1—2, 1886—87), «Курс гидравлики» (т. 1—2, 1891—94) и «Основы машиностроения» (т. 1—2, 1883—85).
Сочинение «Горнозаводская механика. Справочная книга для горных инженеров и техников по горной части» (1879) в течение многих лет являлась настольной книгой русских горных инженеров.

## Семья
Жена: Варвара Валерьяновна, урожд. Фенина (1852—1928). Их дети:
- Варвара Ивановна, в замужестве Абаринова (1874—1944)
- Александр Иванович Тиме (1875—1937) — горный инженер
  - Дмитрий Александрович (1906—1986) — инженер, первая жена — Марина Тиме (1913—1999) — русская советская художница, живописец, график и педагог.
- Анна Ивановна, в замужестве Гурдова-Тиме (1877—1972) — актриса, художница
- Елизавета Тиме (1884—1968) — драматическая актриса Александринского театра, режиссёр, театральный педагог, народная артистка РСФСР (1957)

## Галерея

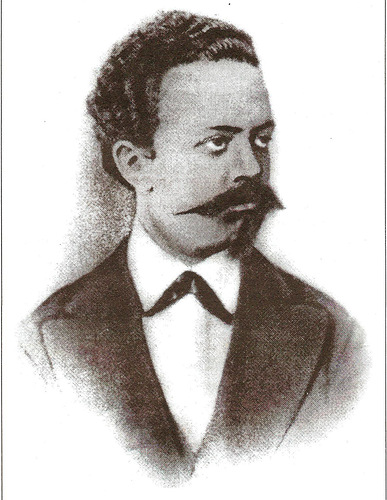
1873 год.
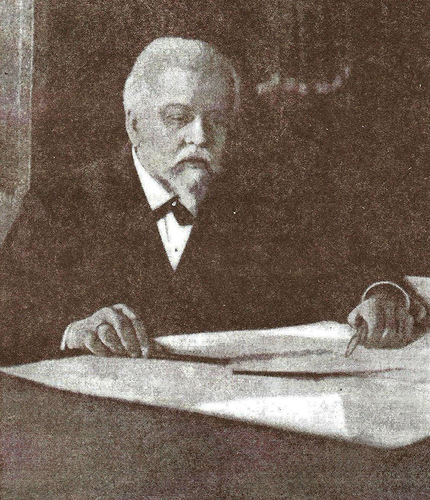
В кабинете.
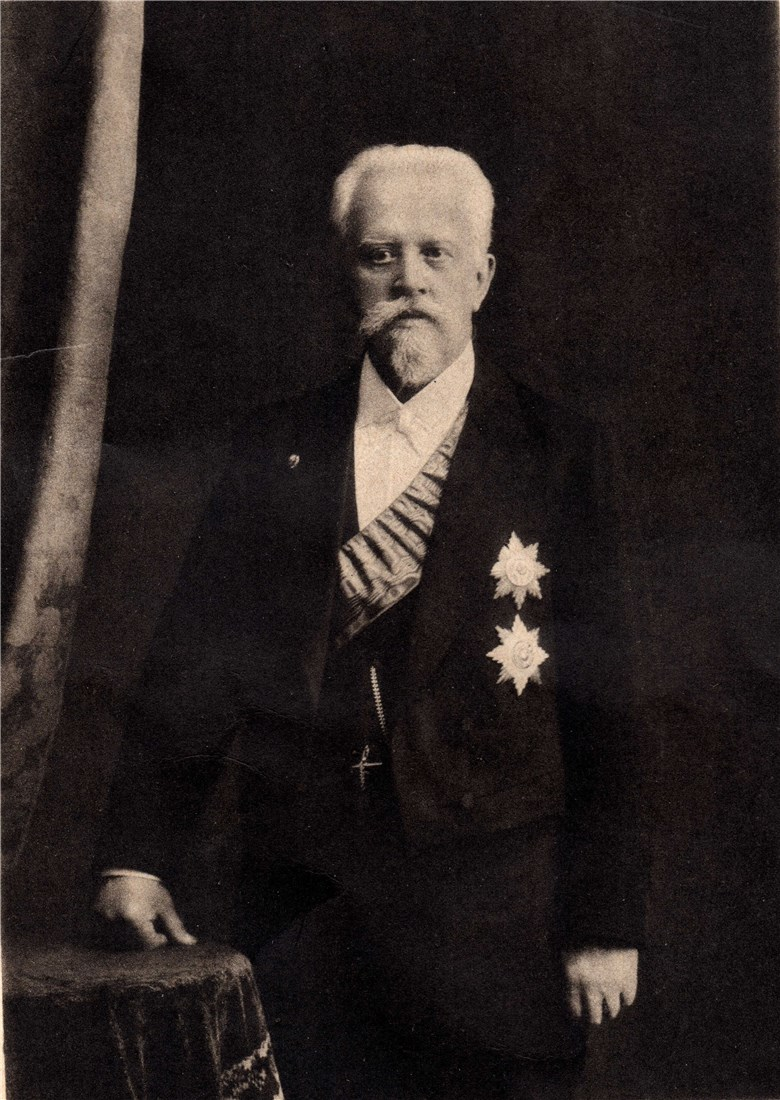
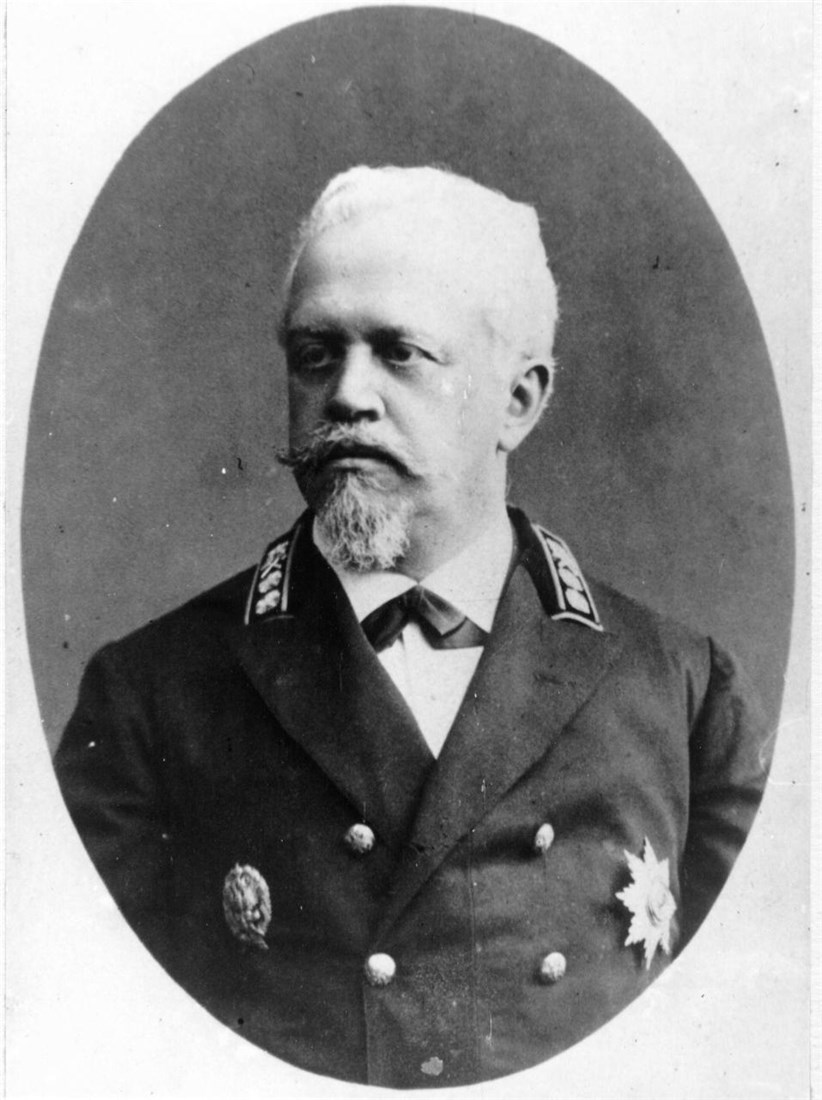
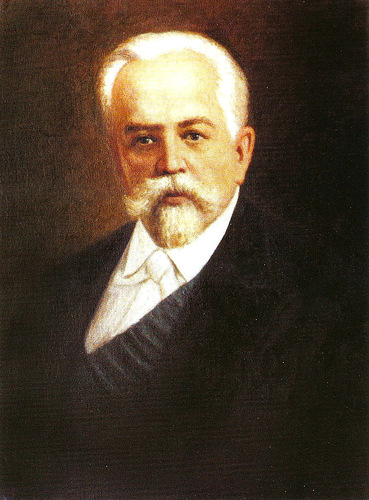
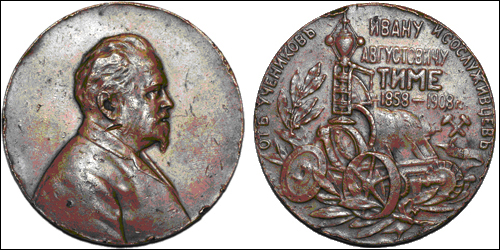
Золотая медаль в честь 50-летнего юбилея научно-технической деятельности Г. А. Тиме.
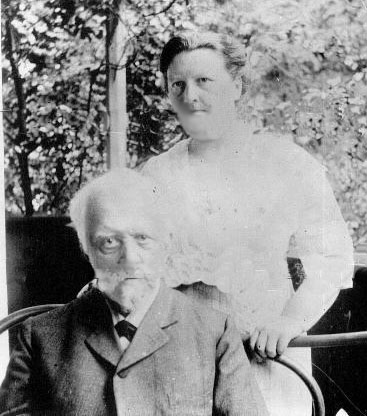
Иван Августович Тиме с дочерью Варварой, 1910 год.
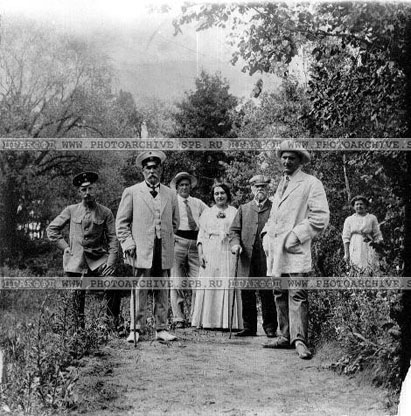
Иван Августович Тиме (пятый слева) с семьёй, 1910 год.